# Brian Clough
Brian Clough   (Middlesbrough, 21 de març de 1935 - Derby, 20 de setembre de 2004), nascut Brian Howard Clough, OBE, va ser un jugador i entrenador britànic de futbol.
És conegut pels seus èxits com a entrenador amb equips com el Derby County FC i el Nottingham Forest, als quals va portar des de la Segona Divisió d'Anglaterra a ser dels millors equips d'Europa de l'època, aconseguint dues vegades la Copa d'Europa amb el Forest. Prèviament, va ser futbolista professional en la posició de davanter, marcant 251 gols en 274 partits al Middlesbrough i el Sunderland AFC, arribant a ser internacional amb la selecció anglesa. Una lesió de lligament encreuat anterior el va portar a retirar-se als 29 anys i va provocar l'inici de la seva carrera com a entrenador.
Les seves declaracions directes, arrogants i de vegades polèmiques, el van portar a tenir problemes amb diversos presidents dels clubs en què va estar, assenyalant-se aquesta causa per no haver estat triat seleccionador anglès. Va patir alcoholisme durant els seus últims vint anys de vida, rebent un trasplantament de fetge el 2003. Va morir el 20 de setembre de 2004 a causa d'un càncer d'estómac.

## Infància

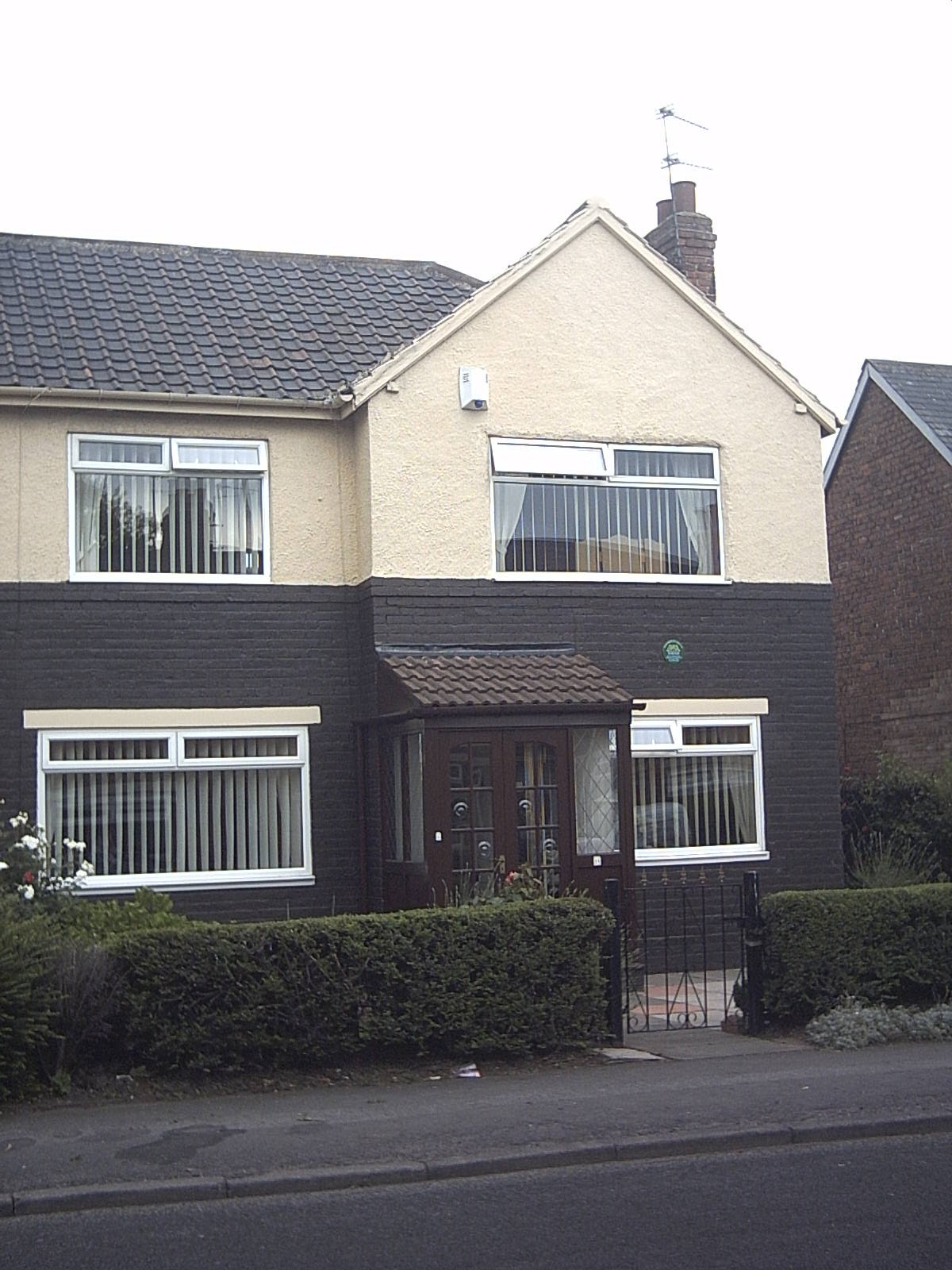
11 Valley Road, Grove Hill. La seva casa de Middlesbrough.

Brian Clough va néixer el 21 de març de 1935 a la casa d'11 Valley Road, Grove Hill, Middlesbrough. Va viure-hi la seva infància amb els seus pares Joseph i Sarah, i els seus nombrosos germans, ja que era el sisè de nou. Joseph treballava en una fàbrica de dolços i era seguidor del Bor, afició que va traslladar als seus fills.
Brian no va aprovar l'examen Eleven-Plus, que es fa als 11 anys, i més tard va treballar durant divuit mesos de missatger en l'empresa ICI. Mentrestant, va jugar al futbol per als equips Great Broughton Juniors, Billingham Synthonia F. C. i en l'equip amateur del Middlesbrough F. C. fins al moment d'haver de fer el servei militar a la Royal Air Force, el 1953.

## Trajectòria com a futbolista
Finalitzat el seu servei militar, Clough va tornar al Bor, on va aconseguir assentar-se en el primer equip que aleshores militava en la Segona Divisió Anglesa, i va marcar 204 gols en 222 partits disputats al llarg de sis temporades. Va ser llavors quan el Sunderland AFC, de la mateixa divisió, va decidir pagar per ell 42.000 lliures el 1961. Allí va continuar demostrant el seu olfacte de gol fins que el 26 de desembre de 1962, en un partit enfront del Bury FC va sofrir una lesió de lligament encreuat anterior després de xocar amb l'espatlla de Chris Harker, porter rival. Clough es va perdre la resta de la temporada en curs i la següent íntegra, en la qual el seu equip va aconseguir ascendir a la Primera Divisió.
En l'temporada 1964-65, Clough va tornar a jugar. Havien passat gairebé dos anys i va debutar així en la màxima categoria, però només va jugar tres partits —marcant un gol— abans de prendre la decisió de retirar-se per les seqüeles que li havia produït la lesió. Al final d'aquesta temporada Brian va tenir un partit homenatge a Sunderland. 31.000 espectadors van veure al Roker Park un combinat de jugadors del Newcastle United i de la selecció anglesa guanyar 6-2 al Sunderland en el qual va jugar Clough amb el dorsal 9 malgrat la seva lesió, marcant simbòlicament el seu últim gol des del punt de penal.

## Trajectòria com a entrenador

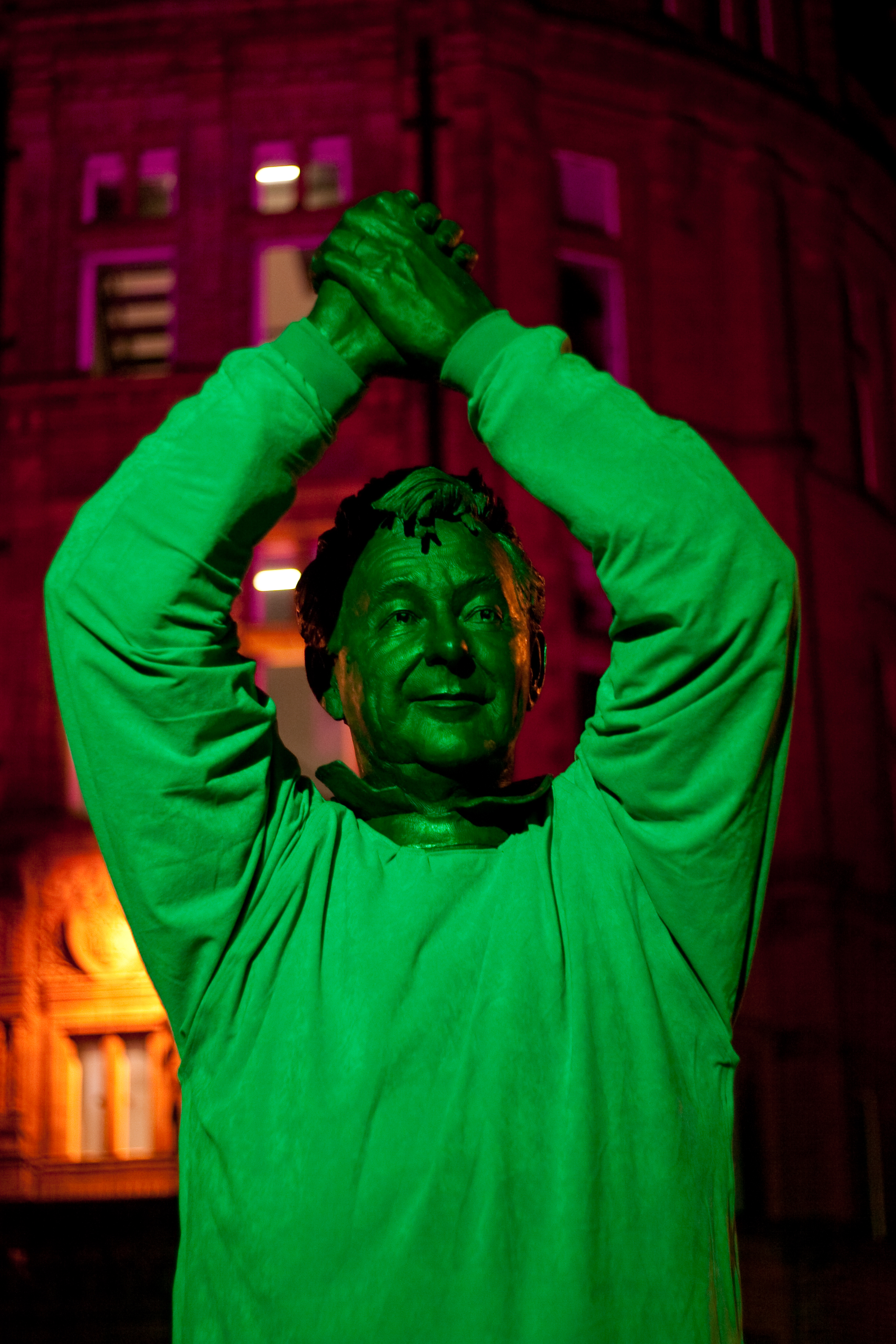
Estatua de Clough em Nottingham.

Malgrat els seus bons nombres fins a la lesió, va ser com a entrenador quan va aconseguir els èxits que el van fer més famós. Va començar en les banquetes en el futbol base en la temporada del seu retir però en la següent ja va dirigir a un equip de la quarta divisió anglesa el 1965. Fins a 1993, any del seu retir, destaquen les seves etapes en el Derby County FC i en el Nottingham Forest, en les quals, prenent l'equip en la Segona Divisió, va aconseguir arribar a guanyar sengles lligues angleses i, en el cas dels de The City Ground, dues vegades el màxim trofeu continental, la Copa d'Europa.
| «               | Si Déu hagués volgut que juguéssim al futbol en els núvols, hagués posat herba aquí a dalt. | » |
| — Brian Clough. |                                                                                             |   |

Com a entrenador, Clough va destacar sobretot per la seva capacitat per motivar als seus jugadors. El seu caràcter tant dins com fora dels terrenys de joc va ser fonamental per aconseguir portar a la glòria a dos equips amb jugadors de poc renom, i uns quants d'ells reconeixerien la seva habilitat per fer que aquests rendissin al màxim de les seves capacitats. Malgrat aquest temperament, sempre va ser un defensor del joc net i dels valors tradicionals del futbol, per exemple prohibint als seus jugadors discutir amb els àrbitres. Quant al futbolístic, Clough diferia del tradicional estil anglès de futbol directe i joc aeri, caracteritzant-se per demanar als seus futbolistes un joc amb la pilota rasa i per les bandes. Els seus equips solien tenir un gran porter i una defensa sòlida, en el mig camp prevalia l'esforç sobre la qualitat i el seu joc no era especialment vistós, però sí efectiu.

### «Ei, puc entrenar»
Després de prendre la decisió de retirar-se als 29 anys, qui en aquells dies era el mànager del Sunderland AFC George Hardwick li va oferir quedar-se en el club entrenant a un equip de les categories inferiors. L'experiència va ser bona i Clough va obtenir al final d'aquest mateix any el títol d'entrenador de la FA. En aquest moment se li va oferir la banqueta del Hartlepools United, que en aquells dies jugava en la quarta divisió del sistema de lligues anglès. Això va convertir a Brian en l'entrenador més jove de la Football League de llavors.

### Hartlepools United
Clough va arribar a l'equip a l'octubre de 1965, amb la lliga ja començada i en un moment en què l'equip estava mal situat en portar 7 punts en les 8 jornades disputades fins llavors. L'equip va finalitzar la temporada en 18.a posició, salvant-se del descens; en la següent va continuar amb Clough al comandament, acabant vuitè en la primera temporada completa amb ell al capdavant.
A Hartlepool va comptar amb el suport de Peter Taylor com a segon entrenador, amb el qual ja havia compartit vestuari en el Middlesbrough en l'època en què ambdós eren jugadors. Taylor va marcar la vida de Brian tant en el pla personal com en el professional. No només van ser íntims amics sinó que com a ajudant van formar un tàndem en diversos equips al llarg de la majoria dels anys de la carrera de tots dos. Així mateix, va coincidir amb John McGovern, a qui Clough i Taylor van fitxar quan tenia 16 anys per jugar en la quarta divisió. Catorze anys després, McGovern va aixecar com capità del Nottingham Forest les dues Copes d'Europa, també amb Clough i Taylor a la banqueta.

### Derby County
Després d'una no gaire bona relació amb el president de l'Hartlepool, Ernie Ord, Clough i Taylor van marxar a Derby el 1967. Allí es van trobar amb un Derby County FC que portava deu anys seguits en la Segona Divisió. Només arribar, van dur a terme una sèrie de canvis importants —tant esportiva com extraesportivament— per fer l'equip a la seva mida, com els fitxatges de jugadors com Roy McFarland o John O'Hare. En la primera temporada van finalitzar en la 18.a plaça, però van posar les bases d'un equip que en la temporada següent —1968-69—, amb reforços com Dave Mackay o el citat John McGovern, va ascendir com a campió a la Primera Divisió.
En el primer any en la Primera Divisió, el Derby va finalitzar a la quarta plaça, aconseguint la millor classificació del club des de 1949 i classificant-se per disputar una competició europea. No obstant això, el club va ser sancionat sense participar-hi i amb una multa de 10.000 lliures a causa d'irregularitats financeres. Clough, fidel al seu estil, va reaccionar a això contractant, sense avisar el seu president, a Colin Todd per 170.000 lliures, sent el fitxatge més car del Derby fins llavors. A més també s'havia fet amb els serveis de l'escocès Archie Gemmill per 50.000 lliures, un altre jugador que també estaria lligat a Clough i Taylor més endavant.
| «               | Diuen que Roma no es va fer en un dia. Però jo no estava dirigint aquell treball. | » |
| — Brian Clough. |                                                                                   |   |

El Derby va finalitzar novè en la temporada següent, la que seria l'avantsala del primer títol de lliga de la seva història. Va ser en l'temporada 1971-72, en la qual malgrat la marxa de Dave Mackay (aquest any va compatibilitzar la seva última temporada com a jugador amb la primera com a entrenador en el Swindon Town) o la grip que va sofrir Roy McFarland, va arribar a la recta final de la lliga jugant-se el campionat amb el Liverpool FC i el Leeds United. Després de guanyar 1-0 al Liverpool en the Baseball Ground, el Derby havia finalitzat la lliga però als d'Anfield i al Leeds encara els quedava un partit, en el qual bastava que el Liverpool guanyés o el Leeds puntués per superar als marrans en la classificació. Malgrat la tensió i de les remotes possibilitats d'aconseguir el títol, Clough va enviar als jugadors amb Taylor a celebrar la temporada a Cala Millor, Mallorca, mentre ell gaudia amb la seva família a les illes Scilly. Allí, el 8 de maig de 1972, es van assabentar de l'empat del Liverpool a Highbury enfront de l'Arsenal F. C. i de la derrota del Leeds per 2-1 contra els Wolverhampton Wanderers, resultats que els feien campions.
Paradoxalment, després d'aconseguir el fins llavors major èxit de la història del club, van començar els problemes amb la directiva del Derby. En la pretemporada de la campanya següent, Clough es va negar a fer una concentració als Països Baixos i Alemanya Occidental si no podia emportar-se la família. El president del Derby, Sam Longson, no va accedir-hi i Brian no va ser amb l'equip, deixant a Taylor a càrrec. A més, Clough va tornar a fitxar a un jugador sense comunicar-li-ho a la directiva, David Nish, amb el qual es va tornar a establir el rècord del fitxatge més car després de pagar-li al Leicester City 225.000 lliures. Clough també va realitzar unes polèmiques declaracions contra la seva pròpia afició després d'una victòria a casa enfront del Liverpool F. C. per 2-1: «Només van començar a cantar al final, quan ja anàvem guanyant per un gol. Vull sentir-los quan estiguem perdent. Són vergonyosos». Longson no va aprovar les declaracions i va demanar disculpes a l'afició.

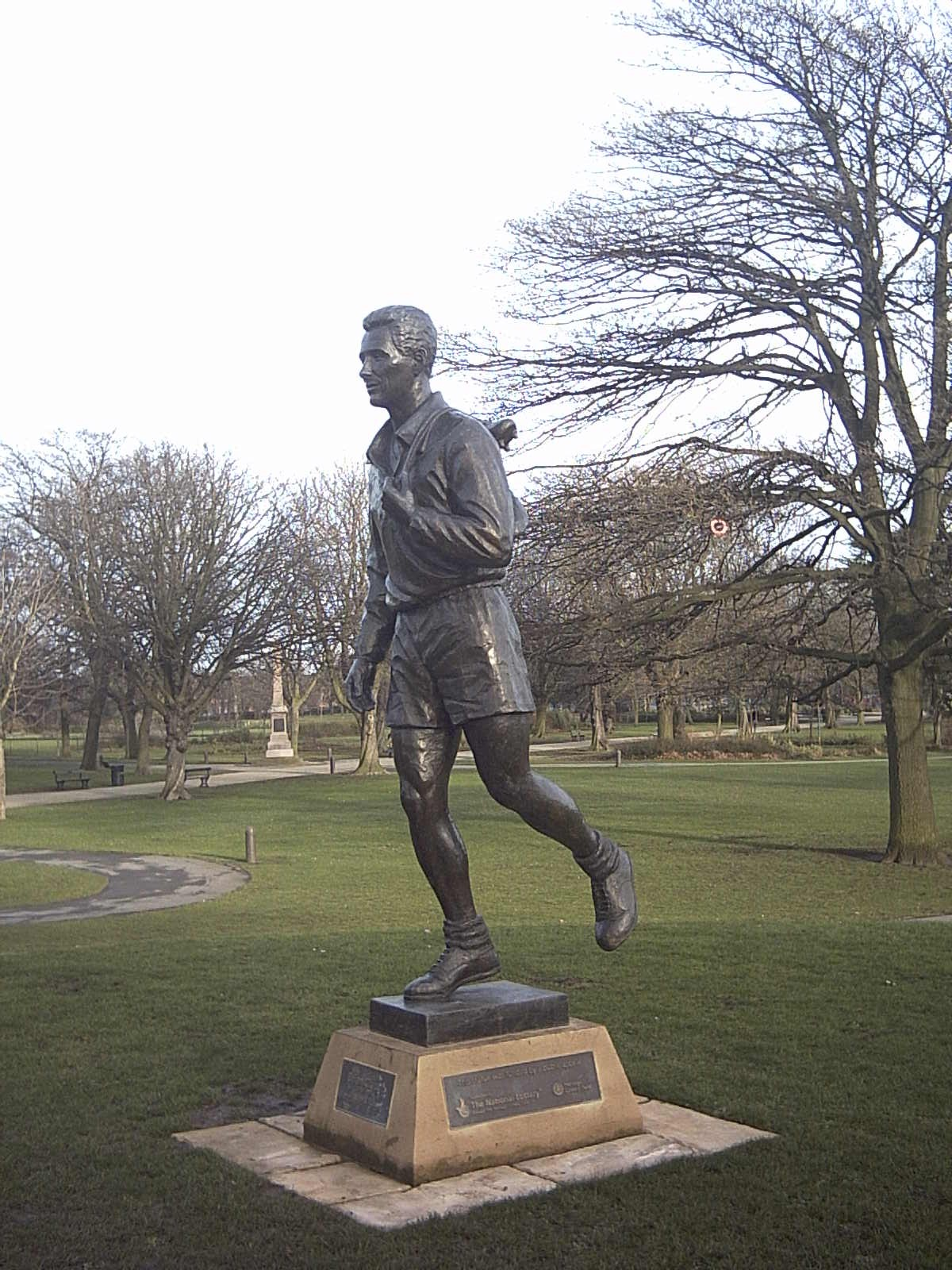
Estàtua de Brian Clough a la seva ciutat natal, Middlesbrough.

Aquesta temporada (1972-1973), el Derby County va aconseguir les semifinals de la Copa d'Europa en les quals va caure en l'anada enfront de la Juventus FC per 3-1 en un partit ple de polèmica. Helmut Haller, jugador alemany de la Juventus, va ser vist entrant el vestuari de l'àrbitre, que també era alemany, en el descans. Dos jugadors clau del Derby que estaven en risc de ser suspesos per acumulació de targetes, Gemmill i McFarland, van ser amonestats polèmicament, i eren baixa per a la tornada. Clough va reaccionar després del partit arremetent contra els periodistes italians quan aquests van pretendre entrevistar-lo («no parlaré per a aquests bastards tramposos»), al mateix temps que els recordava la suposada falta de valor dels italians en la Segona Guerra Mundial. La polèmica va continuar al partit de tornada, quan Francisco Marques Lobo, àrbitre portuguès d'aquesta, va denunciar davant la UEFA que Dezso Solti l'havia intentat comprar per afavorir a la Juventus. La UEFA va organitzar una investigació i va castigar a Solti, però va deixar impune al club italià en considerar que l'hongarès no tenia relació amb la Juventus i actuava per pròpia voluntat. Brian Glanville va denunciar en diverses ocasions que la connexió entre la Vecchia Signora i Solti sí que existia.
El partit de tornada va finalitzar 0-0 després de l'expulsió de Roger Davies, davanter centre del Derby, i un penal fallat per Alan Hinton. El Derby County va quedar eliminat de la Copa d'Europa el dia de l'aniversari de Clough, i poc després, aquest va rebre la notícia de la defunció de la seva mare a causa d'un càncer.
Dies més tard Clough va tornar a fer una oferta sense informar al consell d'administració, aquesta vegada al West Ham United FC per Bobby Moore i Trevor Brooking, pels quals estava disposat a pagar 400.000 lliures. Longson se'n va assabentar quatre mesos més tard en una conversa amb el secretari dels hammers, Eddie Chapman. La relació amb el president ja estava molt deteriorada, i a l'octubre de 1973 va venir la fi de l'etapa de Clough i Taylor a Derby. Primer, el dia 11 Longson va proposar el seu cessament al consell, però no va obtenir el suport suficient. Dos dies més tard el directiu Jack Kirkland va arremetre contra el paper de Peter Taylor en l'equip, i el dia 15 Clough i Taylor van dimitir. La plantilla del Derby va reaccionar reunint-se i escrivint un comunicat dirigit a la directiva demanant la tornada de Clough i Taylor, mentre que l'afició va organitzar la campanya Bring Back Clough ("torneu-nos en Clough").

### Brighton & Hove Albion
Les campanyes de jugadors i afició van resultar infructuoses, ja que Clough i Taylor van fitxar pel Brighton & Hove Albion de la tercera divisió. Clough va estar allí solament des de novembre de la temporada 1973-74 fins al seu final, en la qual va obtenir uns resultats discrets, aconseguint 32 punts en 32 partits i deixant a l'equip el 19.a posició. Especialment dolorosa va ser la derrota per 2-8 enfront del Bristol Rovers. En les dues següents temporades va quedar a càrrec del club Peter Taylor, la qual cosa va implicar que per primera vegada des de 1965 Clough i Taylor van treballar per separat.

### Leeds United
L'any següent, l'entrenador del Leeds United Don Revie, que portava 16 anys en el club entre la seva etapa de jugador i la d'entrenador, va esdevenir seleccionador anglès. El triat per ocupar el lloc vacant va ser Brian Clough. Revie, a qui Clough sempre havia criticat l'estil i joc brut del seu equip, era molt estimat a Leeds, i els jugadors es van mantenir fidels a ell dificultant l'adaptació de Brian. Això a més va xocar amb l'arrogància de Clough, que el primer dia en el vestuari va dir als jugadors: «Pel que fa a mi, podeu llençar totes aquestes medalles que heu guanyat aquests anys a les escombraries, ja que les vau guanyar totes robant».
En arribar a Elland Road, Clough va fitxar a jugadors que ja havia entrenat com John McGovern i John O'Hare, li va dir al porter Dave Harley que estava intentant fitxar a Peter Shilton per al seu lloc, i pretenia tornar a fitxar a Colin Todd en substitució de Norman Hunter. El mateix Clough va reconèixer més tard que «va intentar fer en uns minuts el que hauria d'haver portat mesos, o fins i tot anys», opinió que compartirien alguns dels seus jugadors com Hunter o Gordon McQueen. Un altre motiu que Clough va assenyalar per tractar d'explicar la falta d'èxit a Leeds va ser la falta de Taylor com el seu ajudant, causa que també va apuntar McGovern, que coneixia bé a la parella d'entrenadors en haver estat tota la seva carrera amb ells.
| «                                                      | Avui és un dia espantós... pel Leeds United. | » |
| — Brian Clough, el dia del seu acomiadament del Leeds. |                                              |   |

Els resultats van ser desastrosos en l'inici de lliga per a un equip que era el vigent campió: una victòria i dos empats en les sis primeres jornades. El detonant del seu acomiadament va ser un empat a casa en la Copa de la Lliga enfront del Huddersfield Town de la tercera divisió anglesa; així, després de 44 dies en el càrrec va ser destituït amb una quitança de 98.000 lliures.

### Nottingham Forest
El gener de 1975, a mitjans de la temporada que havia començat amb el Leeds, va acceptar una oferta per entrenar a un equip de la Segona Divisió Anglesa, el Nottingham Forest. Aviat va tornar a fitxar a John McGovern i a John O'Hare, als quals havia portat ell a Leeds, i es va fer amb els serveis del defensa veterà Frank Clark sense pagar traspàs. L'equip estava a la meitat de la taula quan Clough va arribar i va acabar la temporada salvant-se, no sense dificultats, del descens a tercera. La temporada següent, l'1975-76, fou la seva primera completa i va millorar els registres de l'anterior, finalitzant vuitè.
En finalitzar la temporada, Peter Taylor, que fins llavors seguia entrenant al Brighton & Hove Albion, va tornar a formar parella amb Clough, unint-se al Forest com a ajudant. En la primera temporada junts en the City Ground, van classificar a l'equip tercer aconseguint l'ascens a First Division, en aquells dies la màxima categoria.
| «               | John Robertson era un jove realment molt poc atractiu. Si un dia em trobava una mica malament, m'asseia al costat seu. Semblava el maleït Errol Flynn comparat amb ell. Però li donaves un metre de gespa i era un artista. El Picasso del nostre esport. | » |
| — Brian Clough. | |   |

Per preparar el retorn del Forest a l'elit, Clough i Taylor es van reforçar amb una sèrie de jugadors que eren aptes per un recentment ascendit, ja fóra per ser desconeguts, massa veterans o que fins llavors no havien rendit al seu màxim nivell. Van contractar al migcampista escocès Archie Gemmill, al que ja havien fitxat ells pel Derby, i a Peter Shilton, porter que també ja havia estat pretès per Clough. Es van sumar als fitxatges de Garry Birtles per 2.000 lliures, Kenny Burns i a jugadors que ja hi eren com McGovern, O'Hare, Larry Lloyd —fitxat un any abans—, Viv Anderson, Tony Woodcock o Martin O'Neill i John Robertson, que estaven en venda quan Clough va arribar al Forest a Segona Divisió. Aquests jugadors, en aquells dies de segona fila, triats per Clough i Taylor, dominarien Europa en els anys següents.
Aquesta temporada 1977-78, la primera en la First, el Nottingham Forest va aconseguir el doblet en guanyar la final de la Copa de la Lliga al Liverpool F. C. per 1-0 en el partit de desempat en Old Trafford (després d'empatar 0-0 en el primer partit a Wembley), i conquistar la lliga traient-li 7 punts d'avantatge al Liverpool. El Nottingham Forest es va mantenir imbatut en 42 partits de lliga des del 26 de novembre de 1977 al 9 de desembre de 1978, rècord que va romandre en la lliga anglesa fins que l'Arsenal F. C. ho va superar el 2004.
La temporada següent van revalidar el títol de la Copa de la Lliga guanyant 3-2 al Southampton, però no van poder fer el mateix en la Lliga, quedant aquesta vegada subcampions per darrere del Liverpool. No obstant això el major èxit es va obtenir en la seva primera participació en la Copa d'Europa, que van guanyar al Malmö F. F. en l'Estadi Olímpic de Múnic gràcies a un gol de Trevor Francis. Francis va ser fitxat al febrer d'aquest mateix any, sent reconegut com el primer jugador anglès pel qual es va pagar un milió de lliures, si bé Clough va assegurar que el cost van ser 999.999 lliures, per llevar-li pressió al jugador.

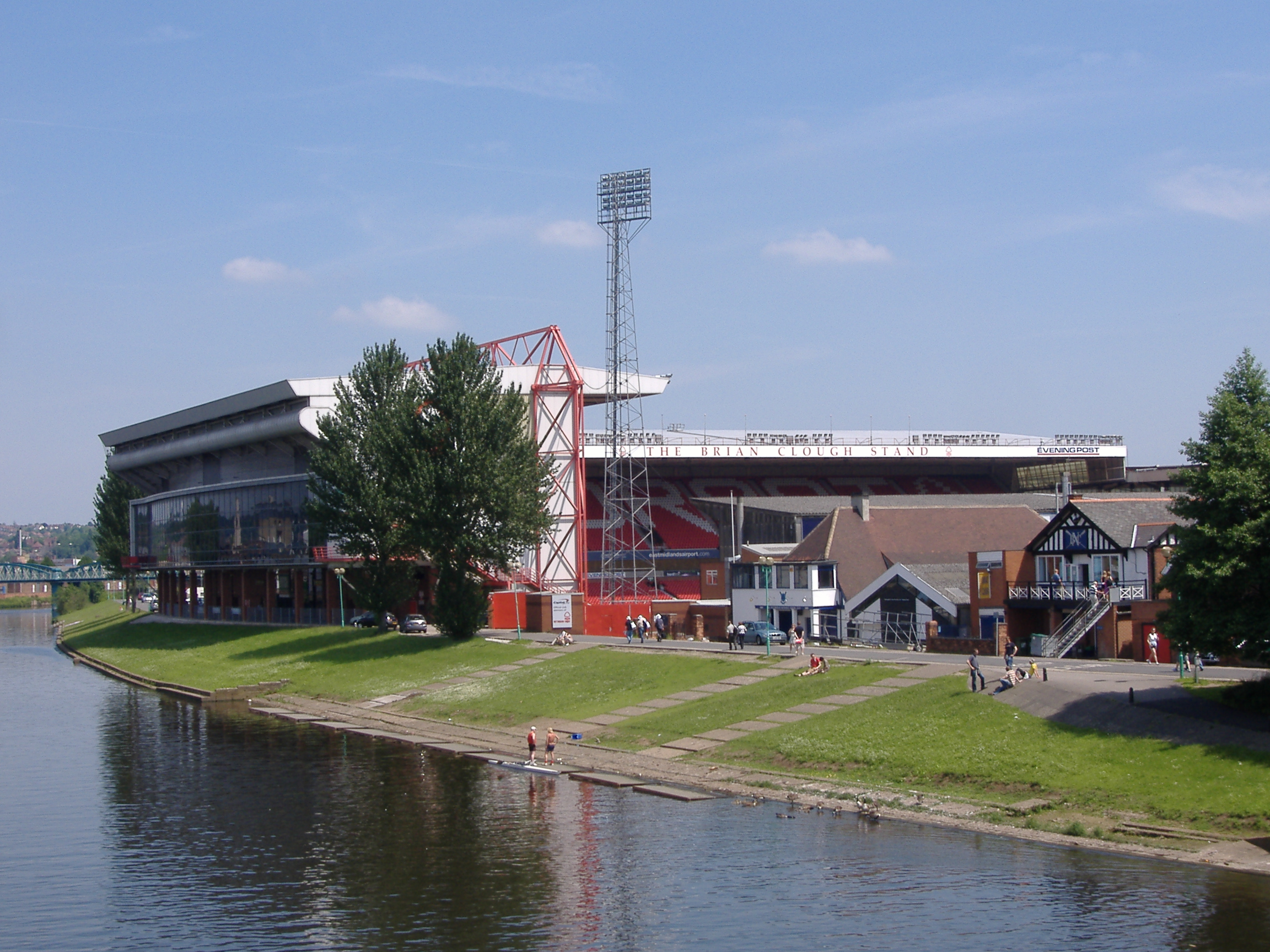
The City Ground, estadi del Nottingham Forest, amb la Brian Clough Stand al fons.

El triomf en la Copa d'Europa va donar accés al Forest a disputar la Supercopa d'Europa, que van guanyar al F. C. Barcelona, la Copa Intercontinental, que va rebutjar jugar, i la passada a la Copa d'Europa de l'any següent com a campió vigent. El 1980 el major èxit també va ser en el màxim torneig continental a nivell de clubs, que van tornar a guanyar, aquesta vegada en l'Estadi Santiago Bernabéu de Madrid a l'Hamburg S. V. de Kevin Keegan, gràcies a un gol de John Robertson i a una gran actuació de Peter Shilton. A més, van quedar subcampions de la Copa de la Lliga en perdre 1-0 amb els Wolverhampton Wanderers. El 1982 Peter Taylor va abandonar el club per entrenar, de nou en solitari, al Derby County.
No va ser fins a la temporada 1988-89 quan Clough va aconseguir un nou títol, va ser la Copa de la Lliga per tercera vegada, enfront del Luton Town. Aquesta temporada el Forest va estar prop del triplet, però al final va ser eliminat de la FA Cup en semifinals després de la tragèdia d'Hillsborough i va acabar en tercer lloc en la lliga. A més, després d'un partit de copa enfront del Queens Park Rangers Football Club, Clough va agredir a uns afeccionats que havien envaït el camp, per la qual cosa va ser multat amb 5000 lliures i la prohibició d'asseure's en la banqueta fins a final de temporada. L'any següent va tornar a aconseguir la Copa de la Lliga, enfront de l'Oldham Athletic. En els anys 1991 i 1992 el Forest va aconseguir les finals de la FA Cup i la Copa de la Lliga, perdent ambdues per la mínima enfront de Tottenham Hotspur FC i Manchester United, respectivament.
La temporada 1992-93 va ser la divuitena temporada de Brian Clough al capdavant del Nottingham Forest i l'última. A causa de múltiples raons com la venda de jugadors clau com Teddy Sheringham o Des Walker i l'avançat grau d'alcoholisme que sofria el mateix entrenador, l'equip va sofrir un declivi accelerat sent cuer tota la temporada. Una derrota per 2-0 enfront del Sheffield United va suposar el descens de categoria després de 16 temporades en el cim. Clough es va retirar en finalitzar aquesta temporada.

## Internacional
| «               | Estic segur que els encarregats de triar al seleccionador anglès van pensar que si em donaven el càrrec, hagués volgut tenir un domini absolut. Van ser perspicaços, perquè és exactament el que hagués fet. | » |
| — Brian Clough. | |   |

Va ser internacional amb la selecció de futbol d'Anglaterra en dues ocasions, ambdues el 1959. Va jugar dos partits (contra Gal·les a Ninian Park i contra Suècia a Wembley), en els quals no va aconseguir marcar. Clough es va queixar en diverses ocasions del que ell considerava poques aparicions internacionals per a un davanter amb els seus nombres.
Anteriorment, entre 1957 i 1958 havia jugat tres partits amb la selecció anglesa sub-23 enfront d'Escòcia, Bulgària i Gal·les, marcant un gol contra aquesta última. També el 1957 va jugar un partit amb la selecció B d'Anglaterra contra la selecció B escocesa, en el qual va aconseguir un gol col·laborant a la victòria pross per 4-1.
En la seva època d'entrenador va ser l'etern candidat al lloc de seleccionador nacional, però en cap moment de la seva carrera va obtenir el càrrec. En determinats instants va haver-hi molta pressió de gran part de premsa, afició i personalitats en favor de l'opció que Clough dirigís la selecció. Una de les possibles raons de la seva no elecció van ser les seves contínues declaracions i estil polèmic, que no agradaven a la FA.

## Retir i mort
Clough va abandonar el Nottingham Forest el 1993 i va ser substituït pel que havia estat jugador seu, Frank Clark. La retirada va ser definitiva, malgrat que va estar a prop de tornar a les banquetes el 1995 per substituir Graham Taylor al Wolverhampton Wanderers. Poc després de retirar-se, es va veure embolicat una investigació sobre irregularitats en el traspàs de Teddy Sheringham al costat de l'entrenador Terry Venables i l'empresari Alan Sugar, ambdós lligats llavors al Tottenham Hotspur FC.
| «               | Caminar sobre l'aigua? Suposo que molta gent estarà dient que en comptes de caminar sobre ella, hauria d'haver-ne begut més. Tenen tota la raó. | » |
| — Brian Clough. | |   |

La jubilació de Brian va estar marcada per la lluita contra l'alcoholisme que sofria des de dues dècades enrere. El 2002 va llançar una autobiografia titulada Cloughie: Walking on water en la qual a més de repassar tota la seva carrera aprofundeix en el problema amb la beguda. El 2003, amb 67 anys, li va ser diagnosticat càncer en un fetge greument danyat després de tants anys d'alcoholisme, de manera que li van augurar dos mesos de vida si no se sotmetia a un trasplantament, que es va realitzar poc més tard.
El trasplantament va ser reeixit, però Brian només va poder sobreviure 21 mesos fins que un càncer d'estómac va posar fi a la seva vida el 20 de setembre de 2004 a l'hospital de Derby, on havia ingressat dies abans. El seu funeral estava previst a la Catedral de Derby, però va ser traslladat al Pride Park Stadium per albergar les més de 14.000 persones que van acudir a acomiadar-lo.

### Homenatges

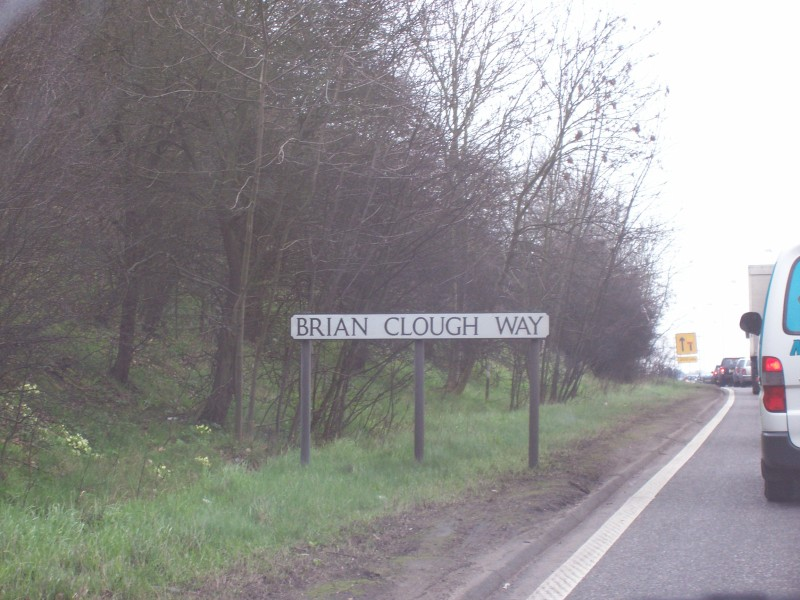
Senyal de la carretera que uneix Nottingham i Derby que porta el nom de Clough.

- Una de les tribunes de l'estadi del Nottingham Forest, The City Ground, va ser reedificada el 1980 amb el nom de Brian Clough Stand. És la major graderia de l'estadi, amb capacitat per a gairebé 10.000 espectadors.[48][49]
- El 1990 li va ser atorgat el doctorat honoris causa per la Universitat de Nottingham, en la disciplina britànica Master of Arts (DT.).[50]
- El 1991 va rebre l'Orde de l'Imperi Britànic amb el rang d'oficial.[1] Això li permetia que el tractessin oficialment afegint les inicials OBE (Officer of the British Empire) després del seu nom. Clough deia que les inicials havien de ser del seu sobrenom Old Big 'Ead ("vell cregut").[51]
- El 1993 va rebre el títol honorífic Freedom of Nottingham, similar a la Clau de la Ciutat. Deu anys més tard també obtindria el mateix títol de la ciutat de Derby.[52]
- L'1 de juliol de 2004, el tramvia #215 de la ciutat de Nottingham va ser reanomenat amb el nom de Brian Clough.[53]
- El tram de la carretera A52 que uneix Derby i Nottingham, dues ciutats amb gran rivalitat futbolística entre elles, en les quals va triomfar Clough com a entrenador, va passar a dir-se Brian Clough Way a l'agost de 2005.[54]
- El 31 de juliol de 2007 es va inaugurar el Brian Clough Trophy. Es tracta d'un trofeu que s'atorga aprofitant cada partit que hagin de jugar Nottingham Forest i Derby County.[55]
- El 16 de maig de 2007 la ciutat de Middlesbrough va erigir una estàtua de Clough a Albert Park després d'aconseguir 65.000 lliures a través de donacions.[56] El 6 de novembre de 2008 es va inaugurar una altra estàtua a Nottingham, també amb fons voluntaris que van recaptar 70.000 lliures.[57] Aquest mateix any es va iniciar una campanya per erigir una estàtua de Clough i Peter Taylor a Derby, als afores del Pride Park Stadium.
- En la música, cinema, literatura i altres arts hi ha hagut diverses referències a Clough:
  - Eric Idle, de Monty Python, va imitar en diverses ocasions a Clough,[58] com a We love the Yangtse (1972) o en un episodi de Monty Python Flying Circus (1974).
  - Cloughie, cançó de Bill Oddie del disc I'm sorry I'll read that again (1973).[59]
  - Brian Clough's football fortunes, videojoc desenvolupat per CDS Software per a Commodore 64 (1987).[60]
  - Cloughie is a bootboy!, cançó de Toy Dolls del disc Wakey Wakey (1989).[61]
  - Give him a ball and a yard of grass, cançó de The Sultans of Ping FC, de l'àlbum Casual sex in the cineplex (1993).[62]
  - Brian Clough's CV, cançó de Robert Steadman del disc Nottingham songbook (2000).[63]
  - Old Big 'Ead in the spirit of the man, obra de teatre de Stephen Lowe (2005).[64]
  - The Damned Utd., llibre de David Peace sobre la seva etapa en el Leeds (2006).[65] Més tard Tom Hooper ho portaria al cinema (2009).[66]
  - Provided you don't kiss me, llibre del periodista Duncan Hamilton (2007).[67]
  - Young man, you've made my day, llibre de Marcus Alton (2008).[68]

## Vida personal i família
| «               | En ocasions he estat una mica cregut. Crec que la majoria de la gent ho és quan passen al primer pla. Em dic a mi mateix Old Big 'Ead ("vell cregut") només per recordar-me no tornar a ser-ho. | » |
| — Brian Clough. | |   |

Clough va ser un entrenador polèmic per les seves habituals declaracions franques i políticament incorrectes. Diversos dels presidents dels clubs en els quals va entrenar, especialment Sam Longson del Derby, li pregaven que s'abstingués de les seves controvertides declaracions a la premsa. Brian va morir deixant un extens llegat de les seves humorístiques i arrogants citacions cèlebres. Per tot això Clough és conegut pel seu sobrenom Old Big 'Ead ("vell cregut"), que feia servir per a ell mateix.
Políticament, Clough sempre va mostrar una ideologia socialista, arribant a ser-li ofert en dues ocasions un lloc en el Partit Laborista per ser candidat al Parlament britànic. Va signar el manifest de fundació donant suport a l'Anti-Nazi League, una organització política d'esquerres que va tenir el seu apogeu a finals dels anys 1970. Clough també era un habitual de les marxes de suport a les vagues de miners, fins i tot formant-ne part dels piquets.
Brian es va casar amb la seva dona Barbara el 4 d'abril de 1959, que recordava com «el més feliç de la seva vida». Aquest mateix dia, després de les noces, va jugar un partit amb el Middlesbrough enfront del Leyton Orient, en el qual va marcar un gol. Amb Barbara va tenir tres fills, Simon (nascut el 1964), Nigel (nascut el 1966) i Elizabeth (nascuda el 1967). Nigel va ser jugador internacional amb la selecció anglesa i va estar a les ordres de Clough durant nou anys en el Nottingham Forest. Més tard va ser entrenador, i el 2009 va ser contractat pel Derby County FC seguint els passos del seu pare.

### Peter Taylor
Peter Taylor va coincidir amb Clough en el Middlesbrough F. C., on jugava de porter, i més tard va ser l'ajudant de Brian quan entrenava el Hartlepool United. Tots dos van desenvolupar una gran amistat personal, a més dels bons resultats que van aconseguir en la seva carrera professional. Taylor tenia un gran talent per descobrir i triar bons jugadors, per la qual cosa fou el responsable de la majoria dels fitxatges en els equips en els quals va estar.
La seva relació va començar a deteriorar-se el 1980, quan Taylor va publicar la seva autobiografia sense avisar a Clough. No obstant això van seguir treballant junts fins que Taylor es va retirar en finalitzar la temporada 1981-82. Sis mesos més tard Taylor va acceptar una oferta per entrenar el Derby County, i al maig de 1983 va contractar a John Robertson del Nottingham Forest a l'esquena de Clough, la qual cosa va suposar la seva ruptura total de relacions. Uns mesos abans, el Derby de Taylor havia guanyat 2-0 al Forest de Clough en la tercera ronda de la FA Cup.
Clough i Taylor van estar sense parlar-se fins a la mort d'aquest últim el 1990, quan estava de vacances en Mallorca. Clough va emmudir i va plorar en assabentar-se de la seva mort quan el seu ajudant en el Forest el va informar. Més tard li dedicaria la seva autobiografia i li rendiria tribut quan li van ser atorgades diverses distincions. Clough va aconseguir tots els seus grans èxits en les etapes en les quals el seu ajudant era Peter Taylor.

## Estadístiques

### Com a jugador
| Club                | Any     | Lliga | Lliga | FA Cup | FA Cup | Copa de la Lliga | Copa de la Lliga | Total | Total |
| Club                | Any     | Part. | Gols  | Part.  | Gols   | Part.            | Gols             | Part. | Gols  |
| ------------------- | ------- | ----- | ----- | ------ | ------ | ---------------- | ---------------- | ----- | ----- |
| Middlesbrough F. C. | 1955-56 | 9     | 3     | -      | -      | -                | -                | 9     | 3     |
| Middlesbrough F. C. | 1956-57 | 41    | 38    | 3      | 2      | -                | -                | 44    | 40    |
| Middlesbrough F. C. | 1957-58 | 40    | 40    | 2      | 2      | -                | -                | 42    | 42    |
| Middlesbrough F. C. | 1958-59 | 42    | 43    | 1      | 0      | -                | -                | 43    | 43    |
| Middlesbrough F. C. | 1959-60 | 41    | 39    | 1      | 1      | -                | -                | 42    | 40    |
| Middlesbrough F. C. | 1960-61 | 40    | 34    | 1      | 0      | 1                | 2                | 42    | 36    |
| Middlesbrough F. C. | Total   | 213   | 197   | 8      | 5      | 1                | 2                | 222   | 204   |
| Sunderland A. F. C. | 1961-62 | 34    | 29    | 4      | 0      | 5                | 5                | 43    | 34    |
| Sunderland A. F. C. | 1962-63 | 24    | 24    | -      | -      | 4                | 4                | 28    | 28    |
| Sunderland A. F. C. | 1963-64 | -     | -     | -      | -      | -                | -                | -     | -     |
| Sunderland A. F. C. | 1964-65 | 3     | 1     | -      | -      | -                | -                | 3     | 1     |
| Sunderland A. F. C. | Total   | 61    | 54    | 4      | 0      | 9                | 9                | 74    | 63    |
| Total               | Total   | 274   | 251   | 12     | 5      | 10               | 11               | 296   | 267   |

| Selecció                  | Any         | Partits | Gols |
| ------------------------- | ----------- | ------- | ---- |
| Selecció sub-23 anglesa   | 1957 - 1958 | 3       | 1    |
| Selecció B anglesa        | 1957        | 1       | 1    |
| Selecció absoluta anglesa | 1959        | 2       | 0    |
| Total                     | Total       | 6       | 2    |

### Com a entrenador
| Club                   | Any       | Partits | Partits | Partits | Partits |
| Club                   | Any       | J       | G       | I       | P       |
| ---------------------- | --------- | ------- | ------- | ------- | ------- |
| Hartlepools United     | 1965-1967 | 84      | 35      | 13      | 16      |
| Derby County FC        | 1967-1973 | 289     | 135     | 70      | 84      |
| Brighton & Hove Albion | 1973-1974 | 32      | 12      | 8       | 12      |
| Leeds United           | 1974-1974 | 7       | 1       | 3       | 3       |
| Nottingham Forest      | 1975-1993 | 907     | 411     | 246     | 250     |
| Total                  | Total     | 1319    | 594     | 340     | 385     |

## Palmarès

### Com a entrenador
| «               | No diria mai que seria el millor entrenador. Però estava dins del top 1. | » |
| — Brian Clough. |                                                                          |   |

#### Trofeus nacionals
- Lliga Anglesa (2):

1971-72 amb el Derby County FC
1977-78 amb el Nottingham Forest
- Football League Second Division (1):

1968-69 amb el Derby County
- Copa de la Lliga (4):

1978, 1979, 1989 i 1990 amb el Nottingham Forest
- Community Shield (1):

1978 amb el Nottingham Forest
- Watney Cup (1):

1970-71 amb el Derby County
- Full Members Cup (2):

1989 i 1992 amb el Nottingham Forest

#### Trofeus internacionals
- Copa d'Europa (2):

1979 i 1980 amb el Nottingham Forest
- Supercopa d'Europa (1):

1979 amb el Nottingham Forest
- Copa Texaco/Copa Anglo-Escocesa (2):

1972 amb el Derby County
1977 amb el Nottingham Forest